# Municipio de Cordelia
El municipio de Cordelia (en inglés: Cordelia Township) es un municipio ubicado en el condado de Bottineau en el estado estadounidense de Dakota del Norte. En el año 2010 tenía una población de 96 habitantes y una densidad poblacional de 1,04 personas por km².

## Geografía
El municipio de Cordelia se encuentra ubicado en las coordenadas 48°51′6″N 100°14′19″O / 48.85167, -100.23861. Según la Oficina del Censo de los Estados Unidos, el municipio tiene una superficie total de 92.58 km², de la cual 89,62 km² corresponden a tierra firme y (3,21 %) 2,97 km² es agua.

## Demografía
Según el censo de 2010, había 96 personas residiendo en el municipio de Cordelia. La densidad de población era de 1,04 hab./km². De los 96 habitantes, el municipio de Cordelia estaba compuesto por el 97,92 % blancos, el 1,04 % eran amerindios, el 1,04 % eran asiáticos. Del total de la población el 0 % eran hispanos o latinos de cualquier raza.